# Nati il 16 luglio
| Questa pagina contiene informazioni ricavate automaticamente dalle voci biografiche con l'ausilio del template Bio e di un bot. L'aggiornamento è periodico e automatico e ricostruisce completamente la pagina. Se manca una persona in questa lista, sei pregato di non aggiungerla, ma accertati piuttosto che la sua voce biografica contenga il template Bio e che i dati anagrafici siano correttamente compilati. Se il template Bio manca, inseriscilo tu stesso o, in alternativa, metti l'avviso {{tmp\|Bio}} che ne segnala la mancanza. Se i dati riportati sono sbagliati, correggi direttamente la voce biografica; le modifiche saranno visibili in questa lista entro pochi giorni. Per chiarimenti vedi il progetto biografie. La lista contiene solo le 1.128 persone che sono citate nell'enciclopedia e per le quali è stato implementato correttamente il template Bio. Pagina aggiornata al 17 ago 2025. |

## XII secolo(1)
- 1194 - Chiara d'Assisi, religiosa italiana († 1253)

## XIV secolo(1)
- 1392 - Giovanna di Savoia, nobile († 1460)

## XV secolo(3)
- 1418 - Roberto Sanseverino d'Aragona, nobile e condottiero italiano († 1487)
- 1421 - Pigello Portinari, banchiere e imprenditore italiano († 1468)
- 1486 - Andrea del Sarto, pittore italiano († 1530)

## XVI secolo(12)
- 1501 - Niccolò Ridolfi, cardinale e arcivescovo cattolico italiano († 1550)
- 1517 - Frances Brandon, nobile britannica († 1559)
- 1529 - Pieter Peck, giurista olandese († 1589)
- 1536 - Cesare d'Avalos, nobile, militare e politico italiano († 1614)
- 1540 - Alfonso Carafa, cardinale e arcivescovo cattolico italiano († 1565)
- 1555 - Lancelot Andrewes, teologo inglese († 1626)
- 1563 - Manuel Godinho de Erédia, militare, scrittore e cartografo portoghese († 1623)
- 1571 - Theodoor Galle, incisore, disegnatore e illustratore fiammingo († 1633)
- 1588 - Daniele Antonini, matematico, fisico e militare italiano († 1616)
- 1589 - Sinibaldo Scorza, pittore italiano († 1631)
- 1594 - Luisa Giuliana del Palatinato-Simmern, nobile tedesca († 1640)
- 1595 - Matsudaira Tadanao, militare giapponese († 1650)

## XVII secolo(14)
- 1608 - Ferdinando III d'Asburgo, imperatore († 1657)
- 1610 - Dionisio Bellante, violinista e compositore italiano († 1685)
- 1611 - Cecilia Renata d'Asburgo, sovrana († 1644)
- 1611 - Ferdinando Stocchi, presbitero, letterato e falsario italiano († 1663)
- 1613 - Alderano Cybo-Malaspina, cardinale italiano († 1700)
- 1614 - Giuseppe Maria Sanfelice, arcivescovo cattolico e diplomatico italiano († 1660)
- 1635 - Innocenzo Milliavacca, vescovo cattolico italiano († 1714)
- 1647 - Domenico Antonio Mele, poeta, librettista e medico italiano († 1723)
- 1660 - Jakob Prandtauer, architetto austriaco († 1726)
- 1667 - Giuseppe Maria Jacchini, violoncellista e compositore italiano († 1727)
- 1672 - Barbara FitzRoy, religiosa inglese († 1737)
- 1678 - Carmine Gentili, ceramista italiano († 1763)
- 1678 - Sofia Carlotta d'Assia-Kassel, duchessa († 1749)
- 1694 - Marcus Beresford, I conte di Tyrone, politico irlandese († 1763)

## XVIII secolo(36)
- 1701 - Frédéric-Jérôme de La Rochefoucauld, cardinale, arcivescovo cattolico e abate francese († 1757)
- 1706 - Charles Godefroy de La Tour d'Auvergne, nobile francese († 1771)
- 1713 - Carlo Murena, architetto italiano († 1764)
- 1714 - Giorgio Giulini, nobile, storico e storiografo italiano († 1780)
- 1714 - Marc René de Montalembert, generale, architetto e scrittore francese († 1800)
- 1715 - Carlo di Rohan-Soubise, generale francese († 1787)
- 1720 - Alexandre Savérien, matematico e filosofo francese († 1805)
- 1722 - Joseph Wilton, scultore e docente inglese († 1803)
- 1723 - Joshua Reynolds, pittore inglese († 1792)
- 1731 - Samuel Huntington, politico statunitense († 1796)
- 1735 - Andrzej Poniatowski, nobile e generale polacco († 1773)
- 1744 - Heinrich Christian Boie, scrittore tedesco († 1806)
- 1746 - Giuseppe Piazzi, presbitero e astronomo italiano († 1826)
- 1748 - Pio Gerolamo Vidua, politico italiano († 1836)
- 1749 - Cyrus Griffin, politico statunitense († 1810)
- 1750 - Eustache-Nicolas Pigeau, giurista e avvocato francese († 1818)
- 1755 - Johann Ernst Fabri, geografo, statistico e storico tedesco († 1825)
- 1756 - José María Álvarez de Toledo, duca († 1796)
- 1761 - Olimpia Frangipane, nobile italiana († 1830)
- 1763 - Ranieri Gerbi, fisico italiano († 1839)
- 1773 - Josef Jungmann, poeta e linguista ceco († 1847)
- 1773 - Maria Fëdorovna Lubomirska, principessa polacca († 1810)
- 1776 - Ludwig Heinrich Bojanus, medico e naturalista tedesco († 1827)
- 1776 - Johann von Soldner, matematico, fisico e astronomo tedesco († 1833)
- 1783 - Luigi di Anhalt-Köthen-Pleß, nobile tedesco († 1841)
- 1783 - Jacopo De Foretti, vescovo cattolico italiano († 1867)
- 1784 - Jacopo Ferretti, librettista e poeta italiano († 1852)
- 1787 - Apollinarij Petrovič Butenev, diplomatico russo († 1866)
- 1795 - John Francis Davis, diplomatico e sinologo britannico († 1890)
- 1796 - Jean-Baptiste Camille Corot, pittore francese († 1875)
- 1797 - Giacomo Coppola, avvocato e politico italiano († 1872)
- 1798 - Eduard Friedrich Poeppig, botanico, zoologo e esploratore tedesco († 1868)
- 1798 - Abbondio Sangiorgio, scultore italiano († 1879)
- 1799 - Michael Thomas Bass, politico e imprenditore britannico († 1884)
- 1799 - James Graham, IV duca di Montrose, politico scozzese († 1874)
- 1800 - Giuseppe Rabboni, flautista e compositore italiano († 1856)

## XIX secolo(167)
- 1801 - Julius Plücker, matematico e fisico tedesco († 1868)
- 1802 - Elia Della Croce, politico italiano († 1876)
- 1804 - Andrea Corsini, V principe di Sismano, nobile, politico e diplomatico italiano († 1868)
- 1804 - Francesco Masini, compositore italiano († 1863)
- 1806 - Aleksandr Andreevič Ivanov, pittore russo († 1858)
- 1806 - Jacob Zeilin, ufficiale statunitense († 1880)
- 1808 - Marcello Cerruti, diplomatico e politico italiano († 1896)
- 1808 - Vincenzo Fardella di Torrearsa, patriota e politico italiano († 1889)
- 1809 - Francesco Predari, storico, enciclopedista e bibliotecario italiano († 1870)
- 1812 - Henry Barbet de Jouy, archeologo e storico francese († 1896)
- 1816 - Antoine François Marmontel, pianista e compositore francese († 1898)
- 1818 - Spiridon Palauzov, storico bulgaro († 1872)
- 1819 - Michal Miloslav Bakulíny, insegnante e patriota slovacco († 1892)
- 1820 - Annibale Cressoni, giornalista, patriota e impresario teatrale italiano († 1881)
- 1821 - Mary Baker Eddy, teologa e predicatrice statunitense († 1910)
- 1823 - Domenico Carbone, patriota e scrittore italiano († 1883)
- 1823 - Giovanni Battista Alessio Tommasi, vescovo cattolico italiano († 1887)
- 1824 - Ludwig Friedländer, filologo classico tedesco († 1909)
- 1826 - Carlo Bertuzzi, arcivescovo cattolico italiano († 1914)
- 1827 - George Hay-Drummond, XII conte di Kinnoull, nobile scozzese († 1897)
- 1828 - James Roosevelt, imprenditore statunitense († 1900)
- 1829 - Graziadio Isaia Ascoli, linguista, glottologo e glottoteta italiano († 1907)
- 1830 - Eugène Razoua, militare, politico e scrittore francese († 1877)
- 1831 - Naser al-Din Shah Qajar, persiano († 1896)
- 1832 - Ferdinando Acton, ammiraglio, nobile e politico italiano († 1891)
- 1832 - Mariano Baptista, politico boliviano († 1907)
- 1832 - Giovanni Battista Calò, pittore italiano († 1895)
- 1832 - Camille du Locle, librettista, impresario teatrale e regista teatrale francese († 1903)
- 1833 - Eliza Seymour, nobildonna inglese († 1896)
- 1834 - Carlo Angeloni, compositore italiano († 1901)
- 1834 - Adolf Lüderitz, imprenditore e esploratore tedesco († 1886)
- 1835 - Ormondo Maini, basso italiano († 1906)
- 1835 - William Hunt Painter, botanico inglese († 1910)
- 1836 - Jacob Nienhuys, imprenditore, mecenate e filantropo olandese († 1927)
- 1836 - Isidor Rosenthal, fisiologo tedesco († 1915)
- 1837 - Francis Knollys, I visconte Knollys, ufficiale inglese († 1924)
- 1840 - Zakarine, re laotiano († 1904)
- 1841 - Luigi Chialiva, pittore e architetto svizzero († 1914)
- 1842 - Evgenij Karlovič Albrecht, violinista russo († 1894)
- 1846 - Friedrich Paulsen, filosofo e pedagogista tedesco († 1908)
- 1848 - Şehzade Ahmed Kemaleddin, principe ottomano († 1905)
- 1848 - Leopold Landau, ginecologo tedesco († 1920)
- 1849 - Clara Shortridge Foltz, avvocata e attivista statunitense († 1934)
- 1850 - Mariano Agosta, pittore italiano († 1927)
- 1851 - Mildred Lewis Rutherford, storica statunitense († 1928)
- 1852 - Gertrude Claire, attrice statunitense († 1928)
- 1852 - Vincenzo Gemito, scultore, disegnatore e orafo italiano († 1929)
- 1852 - Charles Vane-Tempest-Stewart, VI marchese di Londonderry, nobile e politico irlandese († 1915)
- 1853 - Amero Cagnoni, pittore, illustratore e disegnatore italiano († 1923)
- 1854 - Richard Frommel, ginecologo tedesco († 1912)
- 1855 - Rodolphe Lindt, inventore e imprenditore svizzero († 1909)
- 1855 - Georges Rodenbach, poeta, giornalista e romanziere belga († 1898)
- 1858 - Petar Bojović, generale serbo († 1945)
- 1858 - Eugène Ysaÿe, compositore e violinista belga († 1931)
- 1860 - Otto Jespersen, linguista e glottoteta danese († 1943)
- 1860 - George F. Marion, attore, regista teatrale e coreografo statunitense († 1945)
- 1860 - Félicien Menu de Ménil, compositore e esperantista francese († 1930)
- 1861 - Frederick William Frohawk, zoologo inglese († 1946)
- 1862 - Eduardo Cimbali, giurista italiano († 1934)
- 1862 - Giuseppe Pacini, baritono italiano († 1910)
- 1862 - Ida B. Wells, attivista, giornalista e sociologa statunitense († 1931)
- 1863 - Tito Carbone, patologo italiano († 1904)
- 1864 - Oscar Spalmach, scultore italiano († 1917)
- 1866 - Girolamo Gatti, patologo e politico italiano († 1956)
- 1866 - Ludovico Tommasi, pittore e incisore italiano († 1941)
- 1867 - Sydney Cockerell, collezionista d'arte britannico († 1962)
- 1867 - Nikolaj Nikolaevič Kolomejcev, navigatore e esploratore russo († 1944)
- 1867 - Émile Michelet, velista francese († 1935)
- 1867 - Aurelio Robino, militare italiano († 1917)
- 1868 - Georges de la Chapelle, tennista francese († 1923)
- 1869 - Gian Giacomo Cavazzi della Somaglia, politico e nobile italiano († 1918)
- 1869 - Clement Cazalet, tennista britannico († 1950)
- 1870 - Eugenio Graziosi, militare e politico italiano († 1949)
- 1870 - Hermann August Theodor Harms, botanico tedesco († 1942)
- 1870 - Ettore Uicich, militare italiano († 1915)
- 1871 - John Maxwell, golfista statunitense († 1906)
- 1872 - Roald Amundsen, esploratore norvegese († 1928)
- 1872 - Dimitrie Anghel, scrittore rumeno († 1914)
- 1872 - Rubaldo Merello, pittore italiano († 1922)
- 1873 - Jørgen Lund, attore, scenografo e regista danese († 1941)
- 1874 - Sidney Clive, generale inglese († 1959)
- 1874 - Henry St. George Tucker, vescovo anglicano statunitense († 1959)
- 1875 - Walter Grant, tenore e attore italiano († 1973)
- 1875 - Karl Grünberg, patologo tedesco († 1932)
- 1875 - Fortunato Tami, pittore e incisore italiano († 1942)
- 1876 - George Cloutier, giocatore di lacrosse canadese († 1946)
- 1876 - Adelchi Negri, patologo, batteriologo e virologo italiano († 1912)
- 1876 - Alfred Stock, chimico tedesco († 1946)
- 1876 - Segundo Storni, ammiraglio e politico argentino († 1954)
- 1876 - Victor van Strydonck de Burkel, generale belga († 1961)
- 1877 - Vasil Kolarov, politico bulgaro († 1950)
- 1877 - Ivy Lee, pubblicista e pubblicitario statunitense († 1934)
- 1877 - Béla Schick, pediatra ungherese († 1967)
- 1877 - Wilhelm Trendelenburg, fisiologo tedesco († 1946)
- 1877 - Antonio Irineo Villarreal, politico e generale messicano († 1944)
- 1878 - Aldo Corazza, pioniere dell'aviazione italiano († 1964)
- 1878 - Andreas Hermes, politico tedesco († 1964)
- 1878 - Emanuele Trigona, ingegnere, dirigente d'azienda e politico italiano († 1953)
- 1879 - Wilhelm Heckel, tedesco († 1952)
- 1879 - Adelaide Sardi, religiosa e scrittrice italiana († 1930)
- 1879 - Elisabeth Vreede, matematica, astrologa e astronoma olandese († 1943)
- 1880 - Maximilien Sorre, geografo francese († 1962)
- 1881 - Artúr Coray, pesista e discobolo ungherese († 1909)
- 1881 - Fernando Ortiz Fernández, antropologo, etnomusicologo e saggista cubano († 1969)
- 1881 - Enrico Rossi, pallanuotista, nuotatore e calciatore italiano († 1917)
- 1882 - Albert Breton, vescovo cattolico francese († 1954)
- 1882 - Edward Earle, attore canadese († 1972)
- 1883 - C. Graham Baker, sceneggiatore e regista statunitense († 1950)
- 1884 - Georgi Bagration-Mukhrani, principe georgiano († 1957)
- 1884 - Gabrielle David, pittrice francese († 1959)
- 1884 - Deiva De Angelis, pittrice italiana († 1925)
- 1884 - Alfred Jansa, generale austriaco († 1963)
- 1884 - Nikolaj Konovalov, attore sovietico († 1947)
- 1884 - Anna Vyrubova, nobildonna russa († 1964)
- 1885 - Carl Jonsson, tiratore di fune svedese († 1966)
- 1886 - Pierre Benoît, romanziere francese († 1962)
- 1886 - Bruno Brivonesi, ammiraglio italiano († 1973)
- 1887 - Shoeless Joe Jackson, giocatore di baseball statunitense († 1951)
- 1887 - Giuseppe Morpurgo, critico letterario italiano († 1967)
- 1887 - Karl Uhle, calciatore tedesco († 1969)
- 1887 - Ferdinando Veneziale, politico italiano († 1946)
- 1888 - Angelo Calabrese, attore italiano († 1959)
- 1888 - Ugo Gobbato, ingegnere e dirigente d'azienda italiano († 1945)
- 1888 - Percy Kilbride, attore statunitense († 1964)
- 1888 - Franz Landgraf, generale tedesco († 1944)
- 1888 - Leone Leone, avvocato e politico italiano († 1966)
- 1888 - Frits Zernike, fisico olandese († 1966)
- 1889 - Francesco Calauti, politico italiano († 1966)
- 1889 - Augusto Hermet, scrittore, musicologo e saggista italiano († 1954)
- 1889 - Salesio Schiavi, politico italiano († 1982)
- 1889 - Larry Semon, attore, regista e produttore cinematografico statunitense († 1928)
- 1889 - Emmanuel Sougez, fotografo francese († 1972)
- 1890 - Florestano Di Fausto, ingegnere, architetto e politico italiano († 1965)
- 1890 - Pierre Levasseur, ingegnere e aviatore francese († 1941)
- 1890 - Thomas Bahnson Stanley, politico statunitense († 1970)
- 1890 - Carlos Carmelo de Vasconcelos Motta, cardinale e arcivescovo cattolico brasiliano († 1982)
- 1891 - Giuseppe Bevilacqua, commediografo italiano († 1951)
- 1891 - Giacomo Pinasco, calciatore e arbitro di calcio italiano († 1962)
- 1891 - Paolo Stiz, generale italiano († 1959)
- 1893 - Guido Basile, avvocato e politico italiano († 1984)
- 1893 - Luigi Liberato Buonvino, pittore italiano († 1961)
- 1893 - Michel Coiffard, militare e aviatore francese († 1918)
- 1893 - Tomiji Koyanagi, ammiraglio giapponese († 1978)
- 1894 - Léon Camille Marius Croizat, biologo, botanico e esploratore italiano († 1982)
- 1894 - Vicente Lombardo Toledano, politico messicano († 1968)
- 1894 - Henryk Sławik, politico polacco († 1944)
- 1895 - Luitpold Dussler, storico dell'arte tedesco († 1976)
- 1895 - Guido Maffiotti, compositore, clavicembalista e organista italiano († 1969)
- 1895 - Juliusz Miller, calciatore polacco († 1980)
- 1896 - Gottlob Berger, generale tedesco († 1975)
- 1896 - Giulietta De Riso, attrice italiana († 1988)
- 1896 - Federico Gay, ciclista su strada e pistard italiano († 1989)
- 1896 - Trygve Lie, politico norvegese († 1968)
- 1896 - Werner Max Moser, architetto e designer svizzero († 1970)
- 1896 - Otmar Freiherr von Verschuer, medico e biologo tedesco († 1969)
- 1897 - Enoch Peserico, fisiologo, cardiologo e politico italiano († 1978)
- 1898 - August Eskelinen, fondista e sciatore di pattuglia militare finlandese († 1987)
- 1898 - Francesco Maruca, politico e antifascista italiano († 1962)
- 1898 - Oscar Veglia, calciatore italiano
- 1899 - Martin Haftmann, calciatore tedesco († 1961)
- 1899 - Orlando Lorenzelli, calciatore italiano
- 1899 - Vincenzo Mario Palmieri, medico e politico italiano († 1994)
- 1900 - Umberto Ceva, antifascista e dirigente d'azienda italiano († 1930)
- 1900 - Riccardo Del Giudice, sindacalista, politico e giurista italiano († 1985)
- 1900 - Luigi Silipo, politico italiano († 1978)
- 1900 - Yamada Mumon, monaco buddista giapponese († 1988)
- 1900 - Clelia Vannucchi Pedani, pittrice e scultrice italiana († 1985)

## XX secolo(857)
- 1901 - Leon Shamroy, direttore della fotografia statunitense († 1974)
- 1902 - Aleksandr Romanovič Lurija, medico, sociologo e psicologo sovietico († 1977)
- 1902 - Mary Philbin, attrice statunitense († 1993)
- 1902 - Andrew L. Stone, regista, produttore cinematografico e sceneggiatore statunitense († 1999)
- 1903 - Fritz Bauer, giurista tedesco († 1968)
- 1903 - Alexander Conrady, generale tedesco († 1983)
- 1903 - Adalberto Libera, architetto italiano († 1963)
- 1904 - Goffredo Petrassi, compositore italiano († 2003)
- 1904 - Léon-Joseph Suenens, cardinale e arcivescovo cattolico belga († 1996)
- 1905 - Richard Corts, velocista tedesco († 1974)
- 1905 - Paolo Silvestri, calciatore italiano († 1968)
- 1906 - Gino Arrighi, matematico italiano († 2001)
- 1906 - Lee Barnes, astista statunitense († 1970)
- 1906 - Fratelli Brancondi, attivista e antifascista italiano († 1944)
- 1906 - Giuseppe Damaggio, politico italiano († 1954)
- 1906 - Umberto De Martino, schermidore e dirigente sportivo italiano († 1970)
- 1906 - Luigi Perdisa, editore italiano († 1985)
- 1906 - Vincent Sherman, regista, sceneggiatore e attore statunitense († 2006)
- 1906 - James Still, poeta e romanziere statunitense († 2001)
- 1907 - Eileen Bennett Whittingstall, tennista britannica († 1979)
- 1907 - Eugenio Montuori, architetto italiano († 1982)
- 1907 - Barbara Stanwyck, attrice e ballerina statunitense († 1990)
- 1908 - Giuseppe Belotti, editore e politico italiano († 2005)
- 1908 - Ho Jong-suk, politica e attivista nordcoreana († 1991)
- 1908 - Lorenzo Mannozzi Torini, italiano († 1995)
- 1908 - Louis Van Parijs, nuotatore belga († 1998)
- 1909 - Aruna Asaf Ali, educatrice, editrice e attivista indiana († 1996)
- 1909 - Attilio Dottesio, attore italiano († 1989)
- 1909 - Giorgio Nicolis, calciatore italiano
- 1909 - Laurence Picken, etnomusicologo e zoologo britannico († 2007)
- 1909 - Giovanni Porta, partigiano e politico italiano († 1985)
- 1909 - Armando Rossi, attore e commediografo italiano († 1988)
- 1910 - Daniel Isaac Axelrod, botanico e geologo statunitense († 1998)
- 1910 - Luigi Marchesi, militare italiano († 1997)
- 1911 - Giuseppe Agù, calciatore italiano († 1968)
- 1911 - Rafael Aragón Cabrera, dirigente sportivo argentino († 1995)
- 1911 - Victor Canning, scrittore britannico († 1986)
- 1911 - John Lautner, architetto statunitense († 1994)
- 1911 - Ezio Maccani, aviatore e militare italiano († 1937)
- 1911 - Ginger Rogers, attrice, cantante e ballerina statunitense († 1995)
- 1911 - Sonny Tufts, attore statunitense († 1970)
- 1911 - Peter van Eyck, attore tedesco († 1969)
- 1912 - Maurizio D'Ancora, attore e imprenditore italiano († 1983)
- 1912 - Arnoldo Onisto, vescovo cattolico italiano († 1992)
- 1913 - Albert Beasley, calciatore inglese († 1986)
- 1913 - Aldo Riguccini, pittore, scultore e designer italiano († 1992)
- 1913 - Friedrich von Stülpnagel, velocista tedesco († 1996)
- 1914 - Quirico Baccelli, politico italiano († 1966)
- 1914 - Mario Faraoni, pittore e scultore italiano († 1989)
- 1914 - Viktor Havlicek, allenatore di calcio e calciatore austriaco († 1971)
- 1914 - Silvio Leonardi, politico e economista italiano († 1990)
- 1914 - August Lešnik, calciatore croato († 1992)
- 1914 - Franco Ponzinibio, calciatore argentino († 2004)
- 1915 - Cihat Arman, calciatore e allenatore di calcio turco († 1994)
- 1915 - Charles Hare, tennista e giudice di tennis britannico († 1996)
- 1915 - Barnard Hughes, attore statunitense († 2006)
- 1915 - Oreste Toscano, militare italiano
- 1916 - Patricio Carvajal, ammiraglio e politico cileno († 1994)
- 1916 - Helen Rihbany, tennista statunitense († 1998)
- 1917 - Georges Arnaud, scrittore, giornalista e drammaturgo francese († 1987)
- 1917 - Roberto Scarone, allenatore di calcio e calciatore uruguaiano († 1994)
- 1917 - Mary Percy Schenck, costumista statunitense († 2005)
- 1917 - Paolo Silvestroni, chimico italiano († 2003)
- 1918 - René Bauden, militare e aviatore francese († 2011)
- 1918 - André Claisse, politico francese († 2006)
- 1918 - David Jack, politico sanvincentino († 1998)
- 1918 - Müzeyyen Senar, cantante turca († 2015)
- 1919 - Hermine Braunsteiner, criminale austriaca († 1999)
- 1919 - Choe Kyu-hah, politico sudcoreano († 2006)
- 1919 - Teuvo Laukkanen, fondista finlandese († 2011)
- 1919 - Andrea Romitti, calciatore italiano († 2007)
- 1920 - Anatole Broyard, scrittore, critico letterario e editore statunitense († 1990)
- 1920 - Elizeth Cardoso, cantante e attrice brasiliana († 1990)
- 1920 - Turi Golino, trombettista e compositore italiano († 2000)
- 1920 - Epimenio Liberi, partigiano italiano († 1944)
- 1920 - Phillip Pine, attore statunitense († 2006)
- 1920 - Dino Rossi, ciclista su strada italiano († 2008)
- 1920 - Giuseppe Russo, politico italiano († 2007)
- 1921 - Franco Bortolani, politico italiano († 2004)
- 1921 - Nilo Floody, pentatleta cileno († 2013)
- 1921 - Eddra Gale, mezzosoprano e attrice statunitense († 2001)
- 1921 - Kim Kyu-hwan, calciatore sudcoreano († 2007)
- 1921 - Guy Laroche, stilista francese († 1989)
- 1921 - Donato Palumbo, fisico italiano († 2011)
- 1922 - Giorgio Careri, fisico italiano († 2008)
- 1922 - Franco Fanuzzi, imprenditore italiano († 1974)
- 1923 - Giuseppe Madini, calciatore e allenatore di calcio italiano († 1998)
- 1924 - Garland T. Byrd, politico statunitense († 1997)
- 1924 - Mario Castellacci, giornalista, scrittore e commediografo italiano († 2002)
- 1924 - Karmapa Rangjung Rigpe Dorje, monaco buddhista tibetano († 1981)
- 1924 - Luc Simon, pittore, litografo e vetraio francese († 2011)
- 1924 - Gustavo Tomsich, scrittore, poeta e giornalista italiano († 2015)
- 1925 - Bill Eckersley, calciatore inglese († 1982)
- 1925 - Emilio Iarrusso, politico, paroliere e giornalista italiano († 2002)
- 1925 - Helmut Krone, pubblicitario statunitense († 1996)
- 1925 - Aulo Gelio Lucchi, calciatore italiano († 1999)
- 1925 - Giorgio Piazza, attore, doppiatore e direttore del doppiaggio italiano († 2010)
- 1925 - Rosita Quintana, attrice e cantante argentina († 2021)
- 1925 - Stanley Shapiro, sceneggiatore, scrittore e attore statunitense († 1990)
- 1925 - Cal Tjader, musicista statunitense († 1982)
- 1925 - Joseph Burney Trapp, storico, bibliotecario e storico della letteratura neozelandese († 2005)
- 1926 - Vinicio Bernardini, politico italiano († 2020)
- 1926 - Enrico Chiavacci, presbitero e teologo italiano († 2013)
- 1926 - Ivan Horvat, calciatore e allenatore di calcio jugoslavo († 2012)
- 1926 - Happy Humphrey, wrestler statunitense († 1989)
- 1926 - Heinz Kwiatkowski, allenatore di calcio e calciatore tedesco († 2008)
- 1926 - Luigi Montesano, giurista italiano († 2009)
- 1926 - Mel Payton, cestista e allenatore di pallacanestro statunitense († 2001)
- 1926 - Alfred Pfaff, calciatore tedesco († 2008)
- 1926 - Irwin Rose, biologo statunitense († 2015)
- 1926 - Luciano Tavazza, giornalista italiano († 2000)
- 1927 - Serge Baudo, direttore d'orchestra francese
- 1927 - Renato Donatelli, cardiochirurgo italiano († 1969)
- 1927 - Bobby Evans, calciatore e allenatore di calcio scozzese († 2001)
- 1927 - Shirley Hughes, scrittrice e illustratrice britannica († 2022)
- 1927 - Iro Konstantopoulou, partigiana greca († 1944)
- 1927 - Diego Rosmini, mafioso italiano († 2002)
- 1927 - Littorio Sampieri, ginnasta italiano († 1979)
- 1927 - Carmelo Torres, giornalista e scrittore messicano († 2003)
- 1927 - Aarne Vehkonen, sollevatore finlandese († 2011)
- 1927 - Nicola Zitara, scrittore e giornalista italiano († 2010)
- 1928 - Bodinho, calciatore brasiliano († 2007)
- 1928 - Anita Brookner, scrittrice, critica d'arte e saggista inglese († 2016)
- 1928 - Bella Davidovich, pianista sovietica
- 1928 - Carlos Heidel Feresin, calciatore brasiliano († 2010)
- 1928 - Nicolina Papetti, attrice italiana († 2009)
- 1928 - Jim Rathmann, pilota automobilistico statunitense († 2011)
- 1928 - Robert Sheckley, scrittore statunitense († 2005)
- 1929 - Bryce Heffley, cestista statunitense († 1998)
- 1929 - Lew Hitch, cestista statunitense († 2012)
- 1929 - Charles H. Joffe, produttore cinematografico statunitense († 2008)
- 1929 - Sheri S. Tepper, scrittrice statunitense († 2016)
- 1930 - Michael Bilirakis, politico e magistrato statunitense
- 1930 - Guy Béart, cantante e compositore francese († 2015)
- 1930 - Ezio Frigerio, scenografo italiano († 2022)
- 1930 - Joey Giardello, pugile statunitense († 2008)
- 1931 - Rita Bentley, tennista e hockeista su prato britannica († 2016)
- 1931 - Fergus Kerr, presbitero scozzese
- 1931 - Yusuf Shʿaban, attore egiziano († 2021)
- 1931 - Georges Turlier, ex canoista francese
- 1931 - Antonio Uliana, ciclista su strada italiano († 2018)
- 1931 - Aldo Vitale, dirigente sportivo italiano († 2023)
- 1932 - Gary Bergen, cestista statunitense († 2010)
- 1932 - Hédi Bouraoui, poeta e scrittore tunisino
- 1932 - Sammy Chung, calciatore e allenatore di calcio inglese († 2022)
- 1932 - Giulia Daneo Lorimer, musicista, violinista e cantante italiana († 2021)
- 1932 - José Antonio Echeverría, rivoluzionario cubano († 1957)
- 1932 - William Goering, schermidore statunitense († 2005)
- 1932 - Christopher Koch, scrittore australiano († 2013)
- 1932 - Max McGee, giocatore di football americano statunitense († 2007)
- 1932 - Oleg Protopopov, pattinatore artistico su ghiaccio sovietico († 2023)
- 1932 - Dick Thornburgh, politico e avvocato statunitense († 2020)
- 1933 - Brad Harris, attore e produttore cinematografico statunitense († 2017)
- 1933 - Maria Teresa Morreale, linguista e germanista italiana († 1996)
- 1934 - Denise LaSalle, cantante statunitense († 2018)
- 1934 - Luigi Dellavedova, calciatore italiano († 2014)
- 1934 - Tomás Eloy Martínez, scrittore argentino († 2010)
- 1934 - George Hilton, attore uruguaiano († 2019)
- 1934 - Marjorie McQuade, nuotatrice australiana († 1997)
- 1934 - Gabriel Stanislaw Morvay, artista, pittore e scrittore polacco († 1988)
- 1934 - Donald M. Payne, politico statunitense († 2012)
- 1934 - Dai Ward, calciatore gallese († 1996)
- 1935 - Giorgio Celli, entomologo, etologo e politico italiano († 2011)
- 1935 - Carlo Del Bravo, storico dell'arte italiano († 2017)
- 1935 - Salvador Rivas Martínez, botanico, alpinista e insegnante spagnolo († 2020)
- 1936 - Yasuo Fukuda, politico giapponese
- 1936 - Leo Sterckx, pistard belga († 2023)
- 1937 - Søren Andersen, calciatore danese († 1960)
- 1937 - Andrija Anković, calciatore croato († 1980)
- 1937 - Nugzar Asatiani, schermidore sovietico († 1992)
- 1937 - Richard Bryan, politico e avvocato statunitense
- 1937 - Mario De Grassi, ex calciatore italiano
- 1937 - Sergio Dell'Acqua, cestista e calciatore svizzero († 2023)
- 1937 - Wlamir Marques, cestista e allenatore di pallacanestro brasiliano († 2025)
- 1937 - Giuseppe Pederiali, scrittore, fumettista e giornalista italiano († 2013)
- 1937 - Ada Rogovceva, attrice ucraina
- 1937 - Maria Voce, avvocata e teologa italiana († 2025)
- 1937 - Zarina, artista e scultrice indiana († 2020)
- 1938 - Carmelo Ortega, allenatore di pallacanestro cubano († 2016)
- 1938 - César Ramón Ortega Herrera, vescovo cattolico venezuelano († 2021)
- 1938 - Alberto Zignani, generale italiano († 2021)
- 1939 - William Bell, cantante statunitense
- 1939 - Paolo Fedeli, latinista e filologo classico italiano
- 1939 - Laurence Guittard, attore e cantante statunitense
- 1939 - Frans van der Hoff, missionario olandese († 2024)
- 1939 - Konstantin Ivanovič Kobec, generale russo († 2012)
- 1939 - Darcy O'Brien, scrittore statunitense († 1998)
- 1939 - Daniel-Henri Pageaux, critico letterario francese
- 1939 - Ruth Perry, politica liberiana († 2017)
- 1939 - Jesué Pinharanda Gomes, filosofo e storico portoghese († 2019)
- 1939 - Corin Redgrave, attore e attivista britannico († 2010)
- 1939 - Barry Seal, criminale e aviatore statunitense († 1986)
- 1939 - Mariele Ventre, direttrice di coro italiana († 1995)
- 1939 - Lido Vieri, ex calciatore e allenatore di calcio italiano
- 1940 - Rinaldo Camaioni, triplista e dirigente d'azienda italiano († 2019)
- 1940 - Antonio Ghelfi, calciatore italiano († 2016)
- 1940 - Arthur Moreira-Lima, pianista brasiliano († 2024)
- 1940 - Lucy Shapiro, biologa statunitense
- 1941 - Giovanni Andrea Borromeo d'Adda, imprenditore e politico italiano († 1978)
- 1941 - Desmond Dekker, cantante giamaicano († 2006)
- 1941 - Luciano Guerci, storico italiano († 2017)
- 1941 - Mimmo Liguoro, giornalista italiano
- 1941 - Luciano Maiani, fisico sammarinese
- 1941 - Marcello Marrocchi, cantautore e compositore italiano
- 1941 - Kálmán Mészöly, calciatore e allenatore di calcio ungherese († 2022)
- 1941 - Dag Solstad, scrittore norvegese († 2025)
- 1941 - Gianni Valbonesi, pittore italiano
- 1941 - Chiara Valentini, giornalista e scrittrice italiana
- 1942 - Silvio Boni, ciclista su strada italiano († 2014)
- 1942 - Frank Field, politico britannico († 2024)
- 1942 - Jørgen Henriksen, allenatore di calcio e ex calciatore danese
- 1942 - Ernie Phythian, calciatore inglese († 2020)
- 1942 - Margaret Smith Court, ex tennista australiana
- 1943 - Reinaldo Arenas, scrittore, poeta e drammaturgo cubano († 1990)
- 1943 - Patricia Churchland, filosofa canadese
- 1943 - Jimmy Johnson, allenatore di football americano statunitense
- 1943 - Lim Zoong-sun, ex calciatore nordcoreano
- 1943 - Otto Sesana, calciatore argentino († 2017)
- 1943 - Emilio Soana, trombettista italiano († 2025)
- 1944 - Franco De Rosa, attore italiano
- 1944 - Jean-Pierre Ducasse, ciclista su strada e ciclocrossista francese († 1969)
- 1944 - Jörg Fauser, scrittore, giornalista e traduttore tedesco († 1987)
- 1944 - Anatolij Kotešev, ex schermidore sovietico
- 1944 - Alfredo Quaresma, calciatore portoghese († 2007)
- 1944 - Leopoldo Vallejos, ex calciatore cileno
- 1945 - Gabriella Caramore, saggista, giornalista e conduttrice radiofonica italiana
- 1945 - Michele Ciliberto, filosofo e storico della filosofia italiano
- 1945 - Staffan Lindgren, ex sciatore alpino svedese
- 1945 - Jos Stelling, regista e sceneggiatore olandese
- 1945 - Çetin Tekindor, attore turco
- 1945 - Sam Webb, politico e attivista statunitense
- 1946 - Monica Aspelund, cantante finlandese
- 1946 - Vladimir Astapovskij, calciatore sovietico († 2012)
- 1946 - Valerio Caprara, critico cinematografico italiano
- 1946 - José Claramunt, ex calciatore spagnolo
- 1946 - Toshio Furukawa, attore e doppiatore giapponese
- 1946 - Dave Goelz, designer e attore statunitense
- 1946 - Jackie Graham, ex calciatore e allenatore di calcio scozzese
- 1946 - John Hollins, calciatore e allenatore di calcio inglese († 2023)
- 1946 - Richard LeParmentier, attore statunitense († 2013)
- 1946 - Barbara Lee, politica statunitense
- 1946 - Giovanni Monchiero, politico italiano
- 1946 - Barry Watling, ex calciatore inglese
- 1946 - Ron Yary, ex giocatore di football americano statunitense
- 1947 - Gian Mario Anselmi, storico della letteratura e italianista italiano
- 1947 - Alfonso Cortés Contreras, arcivescovo cattolico messicano
- 1947 - Stuart Hameroff, medico statunitense
- 1947 - Shigeru Kasamatsu, ex ginnasta giapponese
- 1947 - Robert Lieberman, regista statunitense († 2023)
- 1947 - Álvaro Leonel Ramazzini Imeri, cardinale e vescovo cattolico guatemalteco
- 1947 - Assata Shakur, attivista e terrorista statunitense
- 1947 - Olga Sánchez Cordero, giurista e politica messicana
- 1947 - Renato Tavella, scrittore italiano
- 1948 - Rita Barberá, politica spagnola († 2016)
- 1948 - Rubén Blades, cantautore, musicista e attore panamense
- 1948 - John Fitzgerald, ex pentatleta statunitense
- 1948 - Lars Lagerbäck, allenatore di calcio e ex calciatore svedese
- 1948 - Manuel José Macário do Nascimento Clemente, cardinale e patriarca cattolico portoghese
- 1948 - Fidel Mbanga-Bauna, giornalista e personaggio televisivo italiano
- 1948 - Gianfranco Sanguinetti, scrittore, enologo e rivoluzionario italiano
- 1948 - Pinchas Zukerman, violinista, violista e direttore d'orchestra israeliano
- 1949 - Awanagana, musicista, conduttore radiofonico e conduttore televisivo italiano
- 1949 - Franco Caroni, musicista e direttore artistico italiano († 2024)
- 1949 - Vincenzo Crocitti, attore italiano († 2010)
- 1949 - Alan Fitzgerald, bassista e tastierista statunitense
- 1949 - Giovanni Mattio, pittore italiano
- 1949 - Lisa Mazzotti, doppiatrice e direttrice del doppiaggio italiana
- 1949 - Sandro Pistolini, attore italiano († 2009)
- 1950 - Milan Albrecht, ex calciatore cecoslovacco
- 1950 - Innocenzo Donina, calciatore italiano († 2020)
- 1950 - Rowland Garrett, ex cestista statunitense
- 1950 - Giovanni Mammone, magistrato italiano
- 1950 - Vasco Marinelli, ex calciatore italiano
- 1950 - Giuseppe Federico Mennella, giornalista italiano
- 1950 - Karl Potter, percussionista statunitense († 2013)
- 1950 - Marco Preioni, politico italiano
- 1950 - Camille Saviola, attrice statunitense († 2021)
- 1950 - Loriano Valentini, politico italiano
- 1951 - Dan Bricklin, informatico e imprenditore statunitense
- 1951 - Sergio Cassingena, imprenditore e dirigente sportivo italiano
- 1951 - Al Cliver, attore italiano
- 1951 - Dušan Hejbal, vescovo vetero-cattolico ceco
- 1951 - Suki Lahav, violinista, scrittrice e attrice israeliana
- 1951 - Giuseppe Marciante, vescovo cattolico italiano
- 1951 - Bobby Previte, musicista e batterista statunitense
- 1951 - Franco Serantini, anarchico italiano († 1972)
- 1951 - Ruth White, ex schermitrice statunitense
- 1952 - Umberto Benedetti Michelangeli, direttore d'orchestra italiano
- 1952 - Stewart Copeland, batterista statunitense
- 1952 - Eugenio Finardi, cantautore e polistrumentista italiano
- 1952 - Michael Forbes, politico statunitense
- 1952 - Francesco Pinto, regista italiano
- 1952 - Maria Rosaria San Giorgio, magistrata italiana
- 1952 - Robert David Steele, informatico statunitense († 2021)
- 1953 - Martin J. Barrington, dirigente d'azienda statunitense
- 1953 - Mirko Bernardi, ex ciclista su strada italiano
- 1953 - Mauro Ceruti, filosofo e politico italiano
- 1953 - Paolo Desideri, architetto italiano
- 1953 - Richard Margison, tenore canadese
- 1953 - Dean Ornish, medico e nutrizionista statunitense
- 1953 - Philece Sampler, attrice e doppiatrice statunitense († 2021)
- 1953 - Aleksandr Samsonov, ex nuotatore sovietico
- 1954 - Javad Allahverdi, ex calciatore iraniano
- 1954 - Flora Calvanese, politica italiana
- 1954 - Caroline Champetier, direttrice della fotografia francese
- 1954 - Riitta Inkeri Väisänen, modella, attrice e conduttrice televisiva finlandese
- 1954 - Hugh O'Neill, ex calciatore statunitense
- 1955 - Armando Aliaga, ex arbitro di calcio boliviano
- 1955 - Massimo Bernardini, giornalista, conduttore televisivo e autore televisivo italiano
- 1955 - Ivan Bilský, calciatore cecoslovacco († 2016)
- 1955 - Kike Elomaa, politica e ex culturista finlandese
- 1955 - Zohar Argov, cantante israeliano († 1987)
- 1955 - Michel Pansard, vescovo cattolico francese
- 1955 - Simone Aparecida Bighetti, ex cestista brasiliana
- 1955 - Annie Whitehead, trombonista britannica
- 1956 - Jerry Doyle, attore statunitense († 2016)
- 1956 - Lutz Eigendorf, calciatore tedesco orientale († 1983)
- 1956 - Dave Johns, attore inglese
- 1956 - Anthony Julius, avvocato e saggista britannico
- 1956 - Tony Kushner, drammaturgo, sceneggiatore e librettista statunitense
- 1956 - George Lyon, politico britannico
- 1956 - Enrico Pandiani, scrittore italiano
- 1957 - Chris Delaney, ex tennista statunitense
- 1957 - Keith Edwards, ex calciatore inglese
- 1957 - Antonio Giarola, regista teatrale italiano
- 1957 - Faye Grant, attrice statunitense
- 1957 - Adam Robak, ex schermidore polacco
- 1957 - Włodzimierz Smolarek, allenatore di calcio e calciatore polacco († 2012)
- 1957 - Gordon Sondland, diplomatico e imprenditore statunitense
- 1958 - Michael Flatley, ballerino statunitense
- 1958 - Rafael Madero, ex rugbista a 15 e allenatore di rugby a 15 argentino
- 1958 - Juha Malinen, allenatore di calcio finlandese
- 1958 - Maurizio Minghella, serial killer italiano
- 1958 - Mike Rogers, politico e avvocato statunitense
- 1958 - Maurizio Ronco, ex calciatore italiano
- 1958 - Bruno Santini, attore e regista italiano
- 1958 - Jackie Swaim, ex cestista statunitense
- 1958 - Rachel Talalay, regista e produttrice cinematografica statunitense
- 1958 - Walter Viganò, allenatore di calcio e ex calciatore italiano
- 1958 - Nuno da Silva Gonçalves, presbitero e storico portoghese
- 1958 - Sabine de Bethune, politica e avvocata belga
- 1959 - Gary Anderson, ex giocatore di football americano sudafricano
- 1959 - Gegia, cantante, attrice e comica italiana
- 1959 - Xavier Barcons, fisico spagnolo
- 1959 - Ángeles Caso, scrittrice spagnola
- 1959 - Fabrizio Frates, allenatore di pallacanestro e dirigente sportivo italiano
- 1959 - Kari Härkönen, ex fondista finlandese
- 1959 - Bob Joles, attore e doppiatore statunitense
- 1959 - Yves Lafontaine, musicista, scrittore e liutaio canadese
- 1959 - Lino Lardo, allenatore di pallacanestro e ex cestista italiano
- 1959 - Jürgen Ligi, politico e economista estone
- 1959 - Joanna MacGregor, compositrice e pianista inglese
- 1959 - James MacMillan, compositore e direttore d'orchestra scozzese
- 1959 - Gerd Wessig, ex altista tedesco
- 1960 - Gisela Beyer, ex discobola tedesca
- 1960 - Luigi Carletti, giornalista e scrittore italiano
- 1960 - Abdel Hadi el-Gazzar, ex cestista egiziano
- 1960 - Saverio Gellini, ex ostacolista italiano
- 1960 - Steve Overland, cantante, compositore e chitarrista britannico
- 1960 - Diletta Petronio, giornalista italiana
- 1960 - Chris Reynolds, fumettista britannico († 2023)
- 1960 - Hitoshi Yoshioka, scrittore giapponese († 2023)
- 1961 - Claudio Crippa, ex cestista e dirigente sportivo italiano
- 1961 - Richard Daddy Owobokiri, ex calciatore nigeriano
- 1961 - Paulus Hochgatterer, scrittore austriaco
- 1961 - Renê Weber, allenatore di calcio e calciatore brasiliano († 2020)
- 1962 - Thomas Arslan, regista e sceneggiatore tedesco
- 1962 - László Barsi, ex sollevatore ungherese
- 1962 - Giuseppe Detomas, politico italiano
- 1962 - Gianni Ferretti, pianista, tastierista e compositore italiano
- 1962 - Mathias Herrmann, attore tedesco
- 1962 - Uwe Hohn, ex giavellottista tedesco
- 1962 - Grigorij Leps, cantante e cantautore russo
- 1962 - Natal'ja Lisovskaja, ex pesista russa
- 1962 - Kevin Magee, pilota motociclistico australiano
- 1962 - Olivier Royant, giornalista e scrittore francese († 2020)
- 1962 - Julija Šamšurina, ex fondista sovietica
- 1962 - Gøran Sørloth, ex calciatore norvegese
- 1963 - Steve Bradley, ex giocatore di football americano statunitense
- 1963 - Phoebe Cates, attrice statunitense
- 1963 - Maurizio Colombo, ex pistard e ciclista su strada italiano
- 1963 - Mario Donatelli, dirigente sportivo e ex calciatore italiano
- 1963 - Ģirts Dzelde, ex tennista lettone
- 1963 - Denise Faye, attrice e coreografa statunitense
- 1963 - Fredy Glanzmann, ex combinatista nordico svizzero
- 1963 - Paul Hipp, attore statunitense
- 1963 - Srečko Katanec, allenatore di calcio e ex calciatore sloveno
- 1963 - Walter Kohl, imprenditore e scrittore tedesco
- 1963 - Marti Leimbach, scrittrice statunitense
- 1963 - Goran Pandurović, ex calciatore serbo
- 1963 - Mikael Pernfors, ex tennista svedese
- 1963 - Nina Petri, attrice tedesca
- 1963 - Marisa Rowe, ex cestista australiana
- 1963 - Armin Schwarz, ex pilota di rally tedesco
- 1963 - Catherine Wilkening, attrice francese
- 1964 - Ašot Anastasyan, scacchista armeno († 2016)
- 1964 - Nino Burjanadze, politica georgiana
- 1964 - Fabrizio Consoli, musicista e cantautore italiano
- 1964 - Phil Hellmuth, giocatore di poker statunitense
- 1964 - Miguel Indurain, ex ciclista su strada spagnolo
- 1964 - Esther Kwan, attrice cinese
- 1964 - Kevin Levrone, culturista statunitense
- 1964 - Melanie Marquez, modella e attrice filippina
- 1964 - Ricky Wilson, ex cestista statunitense
- 1965 - Stefano Baccelli, politico italiano
- 1965 - Lanard Copeland, ex cestista e allenatore di pallacanestro statunitense
- 1965 - Gianni Faresin, dirigente sportivo e ex ciclista su strada italiano
- 1965 - John Fox, ex cestista statunitense
- 1965 - Ivana Kotíková, ex cestista cecoslovacca
- 1965 - Claude Lemieux, ex hockeista su ghiaccio e dirigente sportivo canadese
- 1965 - Daryl Mitchell, attore statunitense
- 1965 - Milan Ohnisko, poeta e editore ceco
- 1965 - Mauro Picasso, ex calciatore italiano
- 1965 - Charles Smith, ex cestista statunitense
- 1966 - Massimo Dagioni, allenatore di pallavolo italiano
- 1966 - Scott Derrickson, regista, sceneggiatore e produttore cinematografico statunitense
- 1966 - Natallja Duchnova, ex mezzofondista bielorussa
- 1966 - Fabrizio Gifuni, attore e regista teatrale italiano
- 1966 - Mike Horn, esploratore e copilota di rally sudafricano
- 1966 - Hwang Hye-young, ex giocatrice di badminton sudcoreana
- 1966 - Jyrki Lumme, ex hockeista su ghiaccio finlandese
- 1966 - Ana Redondo, giurista e politica spagnola
- 1966 - Cristina Rinaldi, attrice e conduttrice televisiva italiana
- 1966 - Ross Spano, politico statunitense
- 1967 - Jonathan Adams, attore statunitense
- 1967 - Ergün Batmaz, sollevatore turco
- 1967 - Luca Coscioni, politico e attivista italiano († 2006)
- 1967 - Oreste Didonè, allenatore di calcio e ex calciatore italiano
- 1967 - Will Ferrell, attore, comico e produttore cinematografico statunitense
- 1967 - Scott Kelly, cantante e chitarrista statunitense
- 1967 - Eissa Meer, ex calciatore emiratino
- 1967 - Ibrahim Meer, ex calciatore emiratino
- 1967 - Undinė Radzevičiūtė, scrittrice lituana
- 1967 - Emerson Ávila, allenatore di calcio brasiliano
- 1967 - Joël Stransky, ex rugbista a 15, imprenditore e dirigente d'azienda sudafricano
- 1967 - Iryna Čunichovs'ka, ex velista ucraina
- 1968 - Leonid Agutin, cantante russo
- 1968 - Carlos Briones, ex calciatore messicano
- 1968 - Sigurd Brørs, ex fondista norvegese
- 1968 - Germán Carty, ex calciatore peruviano
- 1968 - Walid Doumiati, ex cestista libanese
- 1968 - Tahar El Khalej, ex calciatore marocchino
- 1968 - Veronica Kaup-Hasler, critica teatrale, drammaturga e politica austriaca
- 1968 - Leo Peelen, pistard olandese († 2017)
- 1968 - Paul Reece, ex calciatore inglese
- 1968 - Barry Sanders, ex giocatore di football americano statunitense
- 1968 - Larry Sanger, filosofo statunitense
- 1968 - Antonio Santarelli, carabiniere italiano († 2012)
- 1968 - Aleksandr Verižnikov, ex giocatore di calcio a 5 e ex calciatore russo
- 1968 - Corona, cantante e modella brasiliana
- 1969 - Mike Crocenzi, ex bobbista sammarinese
- 1969 - Chiara Dal Santo, ex canoista italiana
- 1969 - Arturo Di Mezza, ex marciatore italiano
- 1969 - Jerome Dillon, musicista statunitense
- 1969 - Tiziana Drago, politica italiana
- 1969 - Björn Dunkerbeck, velista danese
- 1969 - Alberto Félix, ex pentatleta messicano
- 1969 - Ekrem Memnun, allenatore di pallacanestro turco
- 1969 - Francesco Sapia, politico italiano
- 1969 - Sahra Wagenknecht, politica tedesca
- 1970 - Robin Berntsen, ex calciatore norvegese
- 1970 - Dariusz Białkowski, ex canoista polacco
- 1970 - Marco Borghetto, ex calciatore italiano
- 1970 - Marzia Casolati, politica italiana
- 1970 - Roberto Grau, ex rugbista a 15, allenatore di rugby a 15 e imprenditore argentino
- 1970 - Raimonds Miglinieks, ex cestista e allenatore di pallacanestro lettone
- 1970 - Sindre Rekdal, ex calciatore norvegese
- 1970 - Paolo Rudelli, arcivescovo cattolico italiano
- 1970 - Wang Hee-kyung, ex arciera sudcoreana
- 1970 - Apichatpong Weerasethakul, regista, sceneggiatore e produttore cinematografico thailandese
- 1971 - Corey Feldman, attore e cantante statunitense
- 1971 - Laura Gobbetti, giornalista italiana
- 1971 - Carl Griffiths, allenatore di calcio e ex calciatore gallese
- 1971 - Luis Guil, allenatore di pallacanestro e dirigente sportivo spagnolo
- 1971 - Malika Kishino, compositrice giapponese
- 1971 - Andrea Kuklová, ex cestista slovacca
- 1971 - Ole Arvid Langnes, ex calciatore norvegese
- 1971 - Sonny Mayo, chitarrista statunitense
- 1971 - Carlos Núñez, musicista spagnolo
- 1971 - Rémi Rippert, ex cestista francese
- 1971 - Juan Carlos Sánchez, ex calciatore boliviano
- 1971 - Óscar Carmelo Sánchez, calciatore e allenatore di calcio boliviano († 2007)
- 1971 - Chantay Savage, cantautrice statunitense
- 1971 - Francesco Vottari, mafioso italiano
- 1972 - Ronen Bergman, giornalista israeliano
- 1972 - François Drolet, ex pattinatore di short track canadese
- 1972 - Christiane Dunoyer, antropologa e etnologa italiana
- 1972 - Aaron Glenn, ex giocatore di football americano e allenatore di football americano statunitense
- 1972 - Steve Jenkins, allenatore di calcio e ex calciatore gallese
- 1972 - Oleg Ogorodov, ex tennista uzbeko
- 1972 - Marc Stachel, doppiatore tedesco
- 1973 - Maria Carla Bresciani, ex astista italiana
- 1973 - Stefano Garzelli, dirigente sportivo e ex ciclista su strada italiano
- 1973 - Miss Kittin, disc jockey e cantante francese
- 1973 - Robert Jayne, attore statunitense
- 1973 - Anne-Laure Mignerey Condevaux, ex biatleta e fondista francese
- 1973 - Ramsey Nouah, attore nigeriano
- 1973 - Federico Pasquini, allenatore di pallacanestro e dirigente sportivo italiano
- 1973 - Luigi R. Bedin, astrofisico italiano
- 1973 - Tim Ryan, politico statunitense
- 1974 - Fabio Armani, allenatore di hockey su ghiaccio, dirigente sportivo e ex hockeista su ghiaccio italiano
- 1974 - Bernt Christian Birkeland, ex calciatore norvegese
- 1974 - Krisztián Bártfai, ex canoista ungherese
- 1974 - Michelle Chandler, ex cestista australiana
- 1974 - Hryhorij Chyžnjak, cestista ucraino († 2018)
- 1974 - Demian Conrad, designer svizzero
- 1974 - Jeremy Enigk, cantante e chitarrista statunitense
- 1974 - Espido Freire, scrittrice e saggista spagnola
- 1974 - Stefano Fresi, attore italiano
- 1974 - Giuseppe Giordano, tiratore a segno italiano
- 1974 - Karim Hussain, regista, sceneggiatore e direttore della fotografia canadese
- 1974 - Kamil Kiereś, allenatore di calcio e dirigente sportivo polacco
- 1974 - Robinne Lee, attrice statunitense
- 1974 - Massimo Marazzina, allenatore di calcio e ex calciatore italiano
- 1974 - Maret Maripuu, politica estone
- 1974 - Ryan McCombs, cantante statunitense
- 1974 - Yaqout Mubarak, ex calciatore emiratino
- 1974 - Massimo Pegoretti, ex mezzofondista italiano
- 1974 - Chris Pontius, personaggio televisivo statunitense
- 1974 - Carmelo Rossetti, militare italiano
- 1974 - Manuel Ruano, allenatore di calcio e ex calciatore spagnolo
- 1974 - Wendell Sailor, rugbista a 13 e rugbista a 15 australiano
- 1975 - Abdul Aziz Al-Marzouk, ex calciatore saudita
- 1975 - Ana Paula Arósio, ex modella e attrice brasiliana
- 1975 - Alessandra Bellini, attrice, conduttrice televisiva e doppiatrice italiana
- 1975 - Stefano Corti, politico italiano
- 1975 - Edoardo Gabbriellini, attore e regista italiano
- 1975 - Jang Seon-hyeong, ex cestista sudcoreana
- 1975 - Silvia Marchionini, politica italiana
- 1975 - Manuel Sanhouse, ex calciatore venezuelano
- 1975 - Chris Watson, ex cestista statunitense
- 1976 - Philemon Boit, ex maratoneta keniota
- 1976 - Guðni Rúnar Helgason, ex calciatore islandese
- 1976 - Bobby Lashley, wrestler e artista marziale misto statunitense
- 1976 - Elvir Ovčina, ex cestista bosniaco
- 1976 - Carlos Humberto Paredes, allenatore di calcio e ex calciatore paraguaiano
- 1976 - Michael Petkovic, ex calciatore australiano
- 1976 - Limbert Pizarro, calciatore boliviano
- 1976 - Lucas Pusineri, allenatore di calcio e ex calciatore argentino
- 1976 - Claudia Riegler, ex sciatrice alpina neozelandese
- 1976 - Anna Smashnova, ex tennista israeliana
- 1976 - Peter Van Der Heyden, ex calciatore belga
- 1976 - Alexandre de Freitas, allenatore di calcio e ex calciatore brasiliano
- 1977 - Andrij Dykan', ex calciatore ucraino
- 1977 - Håkan Malmström, ex calciatore svedese
- 1977 - Giorgio Silli, politico italiano
- 1978 - Maria Agresta, soprano italiano
- 1978 - Naohito Hirai, ex calciatore giapponese
- 1978 - Julia-Maria Köhler, attrice tedesca
- 1979 - Marie Amachoukeli, regista e sceneggiatrice francese
- 1979 - Jim Banks, politico statunitense
- 1979 - Kim Christensen, ex calciatore danese
- 1979 - Ana Joković, ex cestista serba
- 1979 - Marenglen Kapaj, ex calciatore albanese
- 1979 - Terje Kirsebom, giocatore di calcio a 5 e calciatore norvegese
- 1979 - Youl Mawéné, preparatore atletico e ex calciatore francese
- 1979 - Jayma Mays, attrice statunitense
- 1979 - Chris Mihm, ex cestista statunitense
- 1979 - Douglas Murray, giornalista britannico
- 1979 - Mai Nakamura, nuotatrice giapponese
- 1979 - Tove Pashkowski, ex sciatrice alpina statunitense
- 1979 - Kim Rhode, tiratrice a volo statunitense
- 1979 - Robbie Russell, ex calciatore statunitense
- 1979 - Kōhei Usui, ex calciatore giapponese
- 1979 - Usāma al-Maṣrī Nağīm, militare libico
- 1980 - José Amaya, ex calciatore colombiano
- 1980 - Tvboy, artista e writer italiano
- 1980 - Lindsey Berg, ex pallavolista statunitense
- 1980 - Giorgio Di Vicino, ex calciatore italiano
- 1980 - Svetlana Feofanova, astista russa
- 1980 - Elena Ficarelli, ex calciatrice italiana
- 1980 - Jesse Jane, attrice pornografica statunitense († 2024)
- 1980 - Justine Joli, ex attrice pornografica statunitense
- 1980 - Takehiro Kashima, ex ginnasta giapponese
- 1980 - Jamie King, coreografo e ballerino statunitense
- 1980 - Daniel López Pinedo, ex pallanuotista spagnolo
- 1980 - Oliver Marach, ex tennista austriaco
- 1980 - Elvira Nikolaisen, cantante e cantautrice norvegese
- 1980 - Qairat Otabaev, ex calciatore uzbeko
- 1980 - Aleksandra Vujović, ex cestista montenegrina
- 1981 - Lucas Barrera Oro, rugbista a 15 argentino
- 1981 - Diego Barreto, dirigente sportivo e ex calciatore paraguaiano
- 1981 - Kaká, ex calciatore brasiliano
- 1981 - Lucie Hrstková, ex sciatrice alpina ceca
- 1981 - Jukka Koskinen, bassista finlandese
- 1981 - Robert Kranjec, ex saltatore con gli sci sloveno
- 1981 - Bruno Mascarenhas, ex canottiere portoghese
- 1981 - Ashley McElhiney, ex cestista, allenatrice di pallacanestro e dirigente sportiva statunitense
- 1981 - Desmond Penigar, ex cestista statunitense
- 1981 - Zach Randolph, ex cestista statunitense
- 1981 - Tani Stafsula, ex calciatore albanese
- 1981 - Vicente, ex calciatore spagnolo
- 1981 - Maher Zain, cantante e compositore svedese
- 1981 - Zong Lei, ex calciatore cinese
- 1982 - Chiara Breccia, calciatrice italiana
- 1982 - Vedran Celiščak, ex calciatore croato
- 1982 - André Greipel, dirigente sportivo e ex ciclista su strada tedesco
- 1982 - Steve Hooker, astista australiano
- 1982 - Carli Lloyd, ex calciatrice statunitense
- 1982 - Roscoe Parrish, giocatore di football americano statunitense
- 1982 - Paulo Antônio de Oliveira, ex calciatore brasiliano
- 1982 - Pera Toons, fumettista, youtuber e grafico italiano
- 1982 - Rayito, chitarrista, cantante e produttore discografico spagnolo
- 1982 - Goldie Sayers, ex giavellottista britannica
- 1982 - Luca Sottana, ex cestista italiano
- 1982 - George Suri, calciatore salomonese
- 1982 - Derek Toletti, hockeista su ghiaccio italiano
- 1982 - Michael Umaña, ex calciatore costaricano
- 1982 - Kellie Wells, ostacolista statunitense
- 1982 - Virginia de Winter, scrittrice italiana
- 1983 - Yonas Fesehaye, calciatore eritreo
- 1983 - Katrina Kaif, attrice britannica
- 1983 - Duncan Keith, ex hockeista su ghiaccio canadese
- 1983 - Annie Lööf, politica svedese
- 1983 - Dirk Mädrich, ex cestista tedesco
- 1983 - Eleanor Matsuura, attrice e doppiatrice giapponese
- 1983 - Regillio Nooitmeer, ex calciatore olandese
- 1983 - Adrian Piț, ex calciatore rumeno
- 1983 - Moussa Sanogo, ex calciatore ivoriano
- 1983 - Pasang Tshering, ex calciatore bhutanese
- 1983 - Jeff Varem, ex cestista nigeriano
- 1983 - Zhang Xiangxiang, sollevatore cinese
- 1984 - Badar Al-Maimani, calciatore omanita
- 1984 - Thiago Carpini, allenatore di calcio e ex calciatore brasiliano
- 1984 - Alessandro Bazzana, ex ciclista su strada italiano
- 1984 - Franco Cángele, ex calciatore argentino
- 1984 - Wissam El Bekri, ex calciatore tunisino
- 1984 - Paolo Gaspardone, pilota motociclistico italiano
- 1984 - Giacomo Gurini, cestista italiano
- 1984 - Solomon Jones, ex cestista statunitense
- 1984 - Peter Magnusson, ex calciatore svedese
- 1984 - Schwesta Ewa, rapper polacca
- 1984 - Alan Marangoni, ex ciclista su strada e pistard italiano
- 1984 - Rory Patterson, calciatore nordirlandese
- 1984 - Omonigho Temile, ex calciatore nigeriano
- 1984 - Jigyel Ugyen Wangchuck, principe e dirigente sportivo bhutanese
- 1985 - Youssef Adnane, allenatore di calcio e ex calciatore francese
- 1985 - Birgit Birnbacher, scrittrice austriaca
- 1985 - Gary Borrowdale, ex calciatore inglese
- 1985 - Lucas Favalli, ex calciatore argentino
- 1985 - Abraham González, ex calciatore spagnolo
- 1985 - Carmen Guzmán, ex cestista statunitense
- 1985 - Yōko Hikasa, doppiatrice e cantante giapponese
- 1985 - Kevin Huber, giocatore di football americano statunitense
- 1985 - Dejan Jaković, calciatore canadese
- 1985 - Povilas Leimonas, calciatore lituano
- 1985 - QT Marshall, wrestler statunitense
- 1985 - Johnny McKinstry, allenatore di calcio nordirlandese
- 1985 - Dejan Mezga, calciatore croato
- 1985 - Cha Ye-ryun, attrice sudcoreana
- 1985 - Julija Ratkevič, lottatrice bielorussa
- 1985 - Thomas Rønning, calciatore norvegese
- 1985 - Rosa Salazar, attrice statunitense
- 1985 - Vaidotas Šilėnas, ex calciatore lituano
- 1986 - Ryan Ayers, ex cestista statunitense
- 1986 - Dustin Boyd, hockeista su ghiaccio canadese
- 1986 - Leith Brodie, nuotatore australiano
- 1986 - Edoardo Caletti, hockeista su ghiaccio italiano
- 1986 - Laura Carmichael, attrice britannica
- 1986 - Sebastián Cuerdo, ex calciatore argentino
- 1986 - Thomas Howes, attore britannico
- 1986 - Ahmed Harbi, calciatore palestinese
- 1986 - Timofej Mozgov, ex cestista russo
- 1986 - Leonid Rudenko, produttore discografico e disc jockey russo
- 1986 - Taryn Southern, attrice, comica e cantante statunitense
- 1986 - Polly Stenham, drammaturga e sceneggiatrice britannica
- 1986 - Savvas Tsampourīs, ex calciatore greco
- 1986 - Chigozie Udoji, calciatore nigeriano
- 1986 - Misako Uno, saggista, attrice e stilista giapponese
- 1986 - Nikola Vujadinović, calciatore montenegrino
- 1986 - László Zsidai, ex calciatore ungherese
- 1986 - David Abraham, ex calciatore argentino
- 1987 - Khaldoun Ibrahim, calciatore iracheno
- 1987 - Stefano Benigni, politico italiano
- 1987 - Kira Buckland, doppiatrice statunitense
- 1987 - Keith Clark, ex cestista statunitense
- 1987 - Moussa Dembélé, ex calciatore belga
- 1987 - Shy Ely, cestista statunitense
- 1987 - Tini Flaat, cantante norvegese
- 1987 - Simone Gariboldi, ex mezzofondista italiano
- 1987 - AnnaLynne McCord, attrice statunitense
- 1987 - Dara Mohammed, calciatore iracheno
- 1987 - Andrey Molchanov, ex nuotatore turkmeno
- 1987 - Knowshon Moreno, ex giocatore di football americano statunitense
- 1987 - Kate Berlant, cabarettista, attrice e sceneggiatrice statunitense
- 1987 - Sergej Nazin, tuffatore russo
- 1987 - Brinner, calciatore brasiliano
- 1987 - Andrés Vásquez, ex calciatore peruviano
- 1987 - Alex Weisman, attore statunitense
- 1988 - Yasmani Acosta, lottatore cubano
- 1988 - Sergio Busquets, calciatore spagnolo
- 1988 - Bruno Ecuele Manga, calciatore gabonese
- 1988 - Jarrid Famous, cestista statunitense
- 1988 - Eric Johannesen, canottiere tedesco
- 1988 - Nicolaj Madsen, calciatore danese
- 1988 - Costanza Manfredini, ex pallavolista italiana
- 1988 - Anders Randrup, ex calciatore danese
- 1988 - Christoph Schößwendter, ex calciatore austriaco
- 1988 - Mike Scott, cestista statunitense
- 1989 - Marco Agostino, danzatore italiano
- 1989 - Rabih Ataya, calciatore libanese
- 1989 - Gareth Bale, ex calciatore gallese
- 1989 - Tony Bishop, cestista statunitense
- 1989 - Virginie Brémont, cestista francese
- 1989 - Vladimir Orlando Cardoso de Araújo Filho, calciatore brasiliano
- 1989 - Azubuike Egwuekwe, ex calciatore nigeriano
- 1989 - Kim Woo-bin, attore e modello sudcoreano
- 1989 - Sadiel Rojas, cestista statunitense
- 1990 - Vick Ballard, giocatore di football americano statunitense
- 1990 - Büşra Cansu, pallavolista turca
- 1990 - Augusto Dutra de Oliveira, astista brasiliano
- 1990 - Arturo García Sancho, attore spagnolo
- 1990 - Pål Golberg, ex fondista norvegese
- 1990 - Daryl Homer, schermidore statunitense
- 1990 - Shelton Johnson, giocatore di football americano statunitense
- 1990 - Kyle Kaplan, attore statunitense
- 1990 - Marcus Burley, giocatore di football americano statunitense
- 1990 - James Maslow, attore e cantante statunitense
- 1990 - Vasil Panajotov, calciatore bulgaro
- 1990 - Vinjar Slåtten, sciatore freestyle norvegese
- 1990 - Giorgio Tavecchio, ex giocatore di football americano e allenatore di football americano italiano
- 1990 - Mattson Tomlin, sceneggiatore, regista e produttore cinematografico romeno
- 1990 - Lidewij Welten, hockeista su prato olandese
- 1990 - Johann Zarco, pilota motociclistico francese
- 1990 - C. Tangana, rapper spagnolo
- 1991 - Florin Achim, ex calciatore rumeno
- 1991 - Mario Bilate, calciatore russo
- 1991 - Vitalij Fedotov, calciatore ucraino
- 1991 - Carlos Garrote, canoista spagnolo
- 1991 - Enrico Golinucci, calciatore sammarinese
- 1991 - Iiris, cantautrice estone
- 1991 - Valentin Lavillenie, astista francese
- 1991 - Emma Louise, cantautrice australiana
- 1991 - Mirte Maas, modella olandese
- 1991 - Robert McHugh, calciatore scozzese
- 1991 - Zach Mettenberger, ex giocatore di football americano statunitense
- 1991 - Yamil Peralta, pugile argentino
- 1991 - Fanol Përdedaj, calciatore kosovaro
- 1991 - Alexandra Shipp, attrice statunitense
- 1991 - Sebastián Silva Pérez, calciatore cileno
- 1991 - Louis Smolka, artista marziale misto statunitense
- 1991 - Līga Šurkusa, ex cestista lettone
- 1991 - Andros Townsend, calciatore inglese
- 1991 - Vasilīs Triantafyllakos, calciatore greco
- 1991 - Sam Webster, pistard neozelandese
- 1992 - Flaminia Avola, ex pallanuotista italiana
- 1992 - Hattan Bahebri, calciatore saudita
- 1992 - Guzior, rapper polacco
- 1992 - Luca Chirico, ex ciclista su strada italiano
- 1992 - Erin Doherty, attrice britannica
- 1992 - Mostro, rapper italiano
- 1992 - Richard Franco, calciatore paraguaiano
- 1992 - Robin Geueke, slittinista tedesco
- 1992 - Philip Hertz, ex cestista danese
- 1992 - Jordan Matthews, giocatore di football americano statunitense
- 1992 - Yousef Ramadan, calciatore egiziano
- 1992 - Sun Mengran, cestista cinese
- 1992 - Ali Tneich, calciatore libanese
- 1992 - Jarosław Zyskowski, cestista polacco
- 1992 - Doğan Şenli, cestista turco
- 1993 - Henricho Bruintjies, velocista sudafricano
- 1993 - Ashton Götz, calciatore tedesco
- 1993 - Roman Hahun, calciatore ucraino
- 1993 - Oleksandr Ipatov, scacchista ucraino
- 1993 - K'akhaber Jinch'aradze, cestista georgiano
- 1993 - Javier Martínez, ex cestista americo-verginiano
- 1993 - Hiroaki Nakazato, giocatore di football americano giapponese
- 1993 - Oscar Otte, tennista tedesco
- 1993 - Alpaslan Öztürk, calciatore belga
- 1993 - Hanna Rizatdinova, ex ginnasta ucraina
- 1993 - Ryō Takahashi, calciatore giapponese
- 1993 - Lara Vieceli, ex ciclista su strada italiana
- 1993 - Sandy Vietze, allenatore di sci alpino e ex sciatore alpino statunitense
- 1994 - Fernando Dose, cestista paraguaiano
- 1994 - Dean Ebbe, calciatore irlandese
- 1994 - Michael Hixon, tuffatore statunitense
- 1994 - Mark Indelicato, attore statunitense
- 1994 - Shericka Jackson, velocista giamaicana
- 1994 - Blake Jarwin, giocatore di football americano statunitense
- 1994 - Kim Chol-bom, calciatore nordcoreano
- 1994 - Kristijan Malinov, calciatore bulgaro
- 1994 - Kira Noir, attrice pornografica statunitense
- 1994 - Lucas Passerini, calciatore argentino
- 1994 - Jonas Rapp, ciclista su strada tedesco
- 1994 - Fatawu Safiu, calciatore ghanese
- 1994 - Adrian Smiseth Sejersted, sciatore alpino norvegese
- 1994 - Theo Stirnimann, giocatore di football americano svizzero
- 1994 - Kōki Tsukagawa, calciatore giapponese
- 1994 - Marquez Williams, giocatore di football americano statunitense
- 1995 - CKay, cantante nigeriano
- 1995 - Conner Frankamp, cestista statunitense
- 1995 - Kortney Hause, calciatore inglese
- 1995 - Silvia Scalia, nuotatrice italiana
- 1995 - Kailen Sheridan, calciatrice canadese
- 1995 - Torstein Træen, ciclista su strada norvegese
- 1995 - Hendrik Weydandt, ex calciatore tedesco
- 1996 - Kevin Abstract, rapper statunitense
- 1996 - Jesse Curran, calciatore australiano
- 1996 - Hassani Gravett, cestista statunitense
- 1996 - Luke Hemmings, cantautore e musicista australiano
- 1996 - Nicky Jones, attore e doppiatore statunitense
- 1996 - Martina Kacerik, cestista italiana
- 1996 - Cooper Koch, attore statunitense
- 1996 - Amath Ndiaye, calciatore senegalese
- 1996 - Manuel Pagliani, pilota motociclistico italiano
- 1996 - Ismael Sanogo, cestista statunitense
- 1996 - Takeshi Sasaki, judoka giapponese
- 1996 - Kamil Semeniuk, pallavolista polacco
- 1996 - Wiebke Silge, pallavolista tedesca
- 1996 - Nisré Zouzoua, cestista statunitense
- 1996 - Dominic Zwerger, hockeista su ghiaccio austriaco
- 1997 - Matthew Bostock, ciclista su strada e pistard britannico
- 1997 - Parris Campbell, giocatore di football americano statunitense
- 1997 - Francesco Cassata, calciatore italiano
- 1997 - Braydon Ennor, rugbista a 15 neozelandese
- 1997 - Nikolaj Giorgobiani, calciatore russo
- 1997 - Maja Göthberg, calciatrice svedese
- 1997 - Takeru Kishimoto, calciatore giapponese
- 1997 - Diogo Pimentel, calciatore portoghese
- 1997 - Maique Nascimento, pallavolista brasiliano
- 1997 - Marquiss Spencer, giocatore di football americano statunitense
- 1997 - David Tijanić, calciatore sloveno
- 1997 - Mar"jan Šved, calciatore ucraino
- 1998 - Ty-Shon Alexander, cestista statunitense
- 1998 - Mattia Drudi, pilota automobilistico italiano
- 1998 - Demetric Felton, giocatore di football americano statunitense
- 1998 - Eric Johnson, giocatore di football americano statunitense
- 1998 - Josh Myers, giocatore di football americano statunitense
- 1998 - Mathilde Myhrvold, fondista norvegese
- 1998 - Itsuki Oda, calciatore giapponese
- 1998 - Carlo Paalam, pugile filippino
- 1998 - Manuel Thurnwald, calciatore austriaco
- 1998 - Marija Vadeeva, cestista russa
- 1998 - Francisco Eduardo Venegas, calciatore messicano
- 1998 - Anderson Oliveira, calciatore brasiliano
- 1998 - Oralhan Ómirtaev, calciatore kazako
- 1999 - Eric Bocat, calciatore francese
- 1999 - Erika Ferrara, giocatrice di calcio a 5 e ex calciatrice italiana
- 1999 - Isah, cantante e rapper norvegese
- 1999 - Adam Gnezda Čerin, calciatore sloveno
- 1999 - Óscar Gutiérrez, pilota motociclistico spagnolo
- 1999 - Evens Joseph, calciatore francese
- 1999 - Frida Leonhardsen Maanum, calciatrice norvegese
- 1999 - Josh McErlean, pilota di rally irlandese
- 1999 - Djoumoi Moussa, calciatore francese
- 1999 - Nikolaos Mpaxevanos, calciatore greco
- 1999 - Elena Rolando, pallavolista italiana
- 2000 - Gamid Agalarov, calciatore russo
- 2000 - Franco Dal Farra, fondista e canottiere argentino
- 2000 - Marcus Holmgren Pedersen, calciatore norvegese
- 2000 - Taofeek Ismaheel, calciatore nigeriano
- 2000 - Brevin Jordan, giocatore di football americano statunitense
- 2000 - Dimitrije Kamenović, calciatore serbo
- 2000 - Jonathan Morgan Heit, attore statunitense
- 2000 - Reo Nishida, tuffatore giapponese
- 2000 - Kristina Prokop'eva, saltatrice con gli sci russa
- 2000 - Getnet Wale, mezzofondista e siepista etiope

## XXI secolo(36)
- 2001 - Kendra Chéry, cestista francese
- 2001 - Joanna Garland, tennista taiwanese
- 2001 - Enzo Leijnse, ciclista su strada e pistard olandese
- 2001 - Sebastián Melgar, calciatore boliviano
- 2001 - Daniela Mogurean, ex ginnasta italiana
- 2001 - Tommaso Saccardi, sciatore alpino italiano
- 2001 - Jaden Servania, calciatore statunitense
- 2001 - Ben Sheppard, cestista statunitense
- 2001 - David Toševski, calciatore macedone
- 2001 - André Trindade, calciatore brasiliano
- 2001 - Marinos Tziōnīs, calciatore cipriota
- 2001 - Konrad de la Fuente, calciatore statunitense
- 2002 - Paulos Abraham, calciatore svedese
- 2002 - Vita Akimova, pallavolista russa
- 2002 - Noam Dovrat, cestista israeliano
- 2002 - Andrei Gheorghiță, calciatore rumeno
- 2002 - Nadir Hifi, cestista francese
- 2002 - Li Yajie, tuffatrice cinese
- 2002 - Lathan Ransom, giocatore di football americano statunitense
- 2002 - Francesco Sani, pallavolista italiano
- 2003 - Anthony Ammirati, astista francese
- 2003 - Marcos Echeverría, calciatore argentino
- 2003 - Yōsuke Furukawa, calciatore giapponese
- 2003 - Valentina Gallazzi, calciatrice italiana
- 2003 - Rikelme, calciatore brasiliano
- 2003 - Matheus Martins, calciatore brasiliano
- 2003 - Leonardo Okeke, cestista italiano
- 2003 - Noah Persson, calciatore svedese
- 2003 - Emiliano Rodríguez Rosales, calciatore uruguaiano
- 2003 - Luciano Rodríguez Rosales, calciatore uruguaiano
- 2004 - Ruby Barnhill, attrice britannica
- 2004 - James Beadle, calciatore inglese
- 2004 - Emersonn, calciatore brasiliano
- 2004 - Amiah Miller, attrice statunitense
- 2005 - Alexandra Naclerio, ginnasta italiana
- 2008 - Tia Malovrh, combinatista nordica slovena

## Senza anno specificato(1)
- Phil Friedman, wrestler statunitense